# Marmara apocynella
Marmara apocynella är en fjärilsart som beskrevs av Braun 1915. Marmara apocynella ingår i släktet Marmara och familjen styltmalar. Inga underarter finns listade i Catalogue of Life.